# لوین کوئوتسکی
لوین کوئوتسکی (لهستانی: Lewin Kłodzki؛ ‏[ˈlɛvin ˈkwɔt͡ski]) یک روستا در لهستان است که در گمینا لوین کووزکی واقع شده‌است. لوین کوئوتسکی ۱٬۲۰۰ نفر جمعیت دارد.

## خواهرخوانده
شهر گروسبرن خواهرخواندهٔ لوین کوئوتسکی هست.